# London Knights
London Knights är ett kanadensiskt proffsjuniorishockeylag som är baserat i London i Ontario. Föreningen bildades 1965 som London Nationals och tre år senare bytte de lagnamn till London Knights. De har varit medlem i Ontario Hockey League (OHL) sedan 1974, innan dess var Knights medlem i Ontario Hockey Association (OHA). Hemmaarenan heter Budweiser Gardens och invigdes 2002. Laget ingår i Midwest Division tillsammans med Erie Otters, Guelph Storm, Kitchener Rangers och Owen Sound Attack.
Knights har vunnit Memorial Cup två gånger (2004–2005, 2015–2016) och J. Ross Robertson Cup fyra gånger (2004–2005, 2011–2012, 2012–2013, 2015–2016).

## Tidigare spelare
Ett urval av spelare som har spelat för London Nationals/Knights.
Senast uppdaterad: 1 augusti 2017

### London Nationals
| - Rick MacLeish - Darryl Sittler - Garry Unger |

### London Knights
| - Akim Aliu - Jason Allison - Josh Anderson - Andreas Athanasiou - Brady Austin - Krystofer Barch - Stefan Bergkvist - Igor Bobkov - Mike Boland - Dave Bolland - Adam Boqvist - Dan Bouchard - Evan Bouchard - Brian Bradley - Fred Brathwaite - Alex Broadhurst - John Carlson - Dino Ciccarelli - Michael Del Zotto - Max Domi - Christian Dvorak - Remi Elie - John Erskine - Alex Formenton - Liam Foudy - Sam Gagner - Daniel Girardi - Ben Gleason - Rick Green | - Seth Griffith - Scott Harrington - Bo Horvat - Michael Hutchinson - Max Jones - Olli Juolevi - Nazem Kadri - Patrick Kane - Siarhej Kastsitsyn - Rick Kehoe - Chris Kelly - Jared Knight - Tom Kostopoulos - Dave Lowry - Mitch Marner - Patrick Maroon - Dennis Maruk - Steve Mason - Michael McCarron - Greg McKegg - Basil McRae - Philip McRae - Dakota Mermis - Victor Mete - Marc Methot - Olli Määttä - Vladislav Namestnikov - Rick Nash - Mathis Olimb | - Matt Pelech - Corey Perry - Brandon Prust - Kyle Quincey - Zac Rinaldo - Bryan Rodney - Rob Schremp - Brendan Shanahan - Kole Sherwood - Darryl Sittler - Gemel Smith - Steve Smith - Mitchell Stephens - Anthony Stolarz - Danny Syvret - John Tavares - Tim Taylor - Christian Thomas - Robert Thomas - Chris Tierney - Jarred Tinordi - Matthew Tkachuk - Phil Varone - Dennis Ververgaert - Austin Watson - Dennis Wideman - Nikita Zadorov |